# Pont des Arts

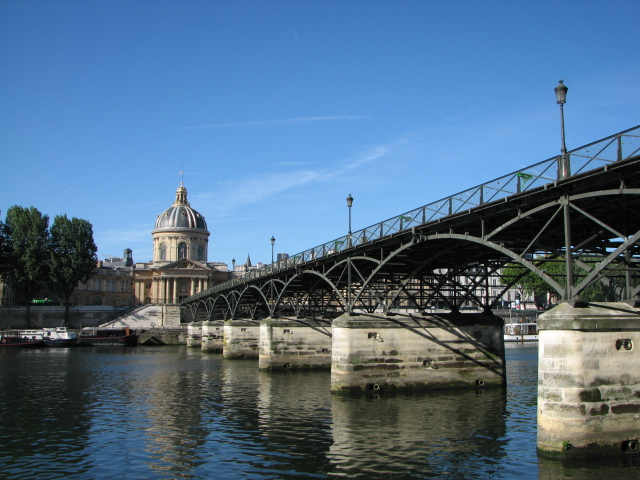
Vista da margem direita do rio Sena

O Pont des Arts (Ponte das Artes) ou Passerelle des Arts é uma ponte pedonal em Paris, que atravessa o rio Sena. Ela liga o Institut de France e o Pátio central (Cour carrée) do Palácio do Louvre, (o que tem sido denominado "Palais des Arts" sob o Primeiro Império Francês).
Foi construída em 1804, durante o regime de Napoleão Bonaparte, e reconstruída no início dos anos 1980.

## Origem do nome
Seu nome vem do Palácio do Louvre, que tinha o título de "Palácio das Artes".

## Histórico

### A passarela de 1804
Entre 1801 e 1804, uma passarela de nove arcos em ferro fundido reservada aos pedestres foi construída no local do atual pont des Arts: a primeira ponte metálica de Paris. Esta inovação se deve ao Primeiro cônsul Napoleão Bonaparte, de acordo com uma realização do Diretor das Pontes de Paris: Jean-Baptiste Launay, fundidor. Os engenheiros Louis-Alexandre de Cessart e Jacques Vincent de Lacroix Dillon conceberam esta ponte para que pareça um jardim suspenso, com arbustos, floreiras e bancos.

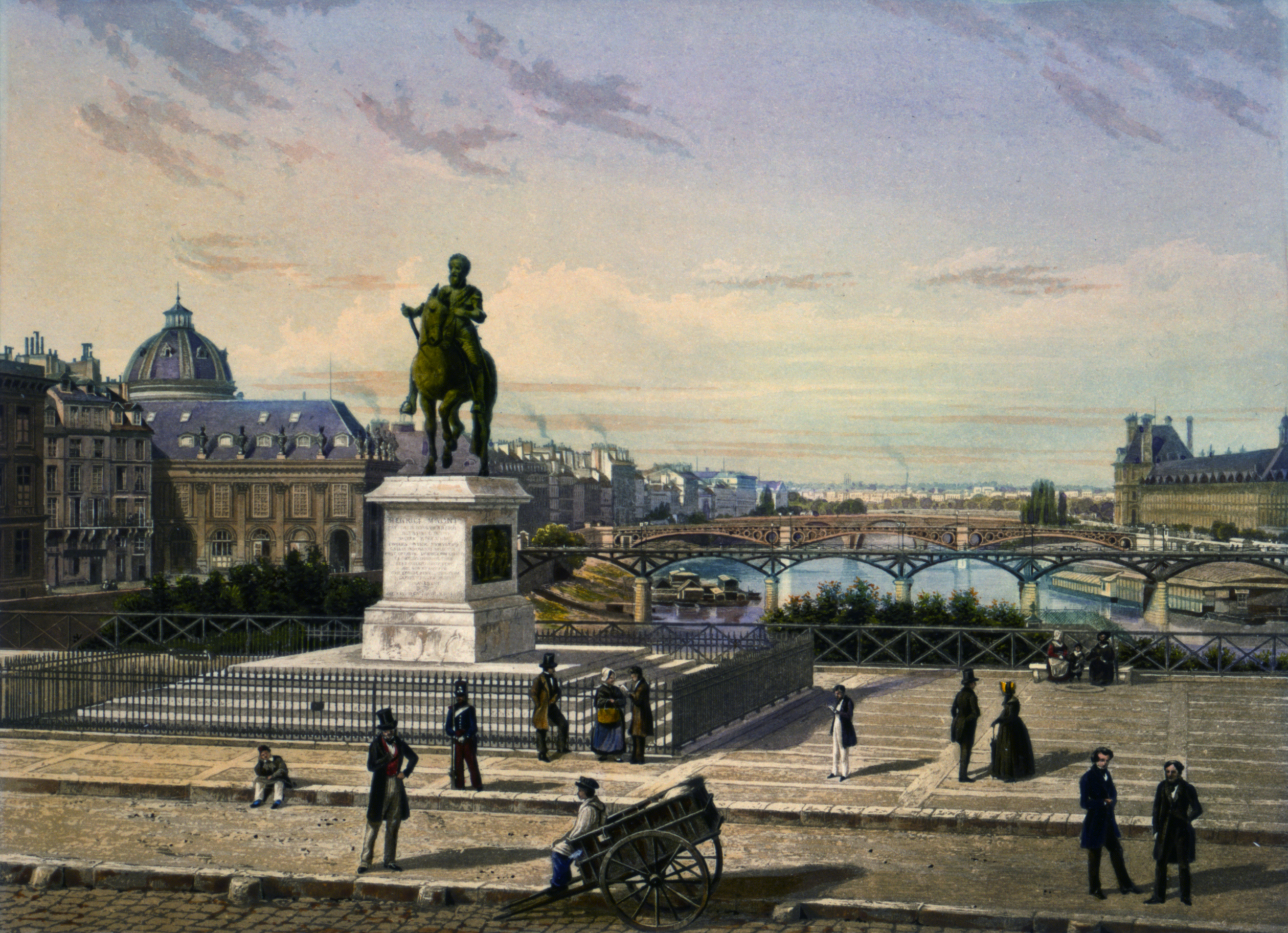
A ponte em 1842, no fundo da Place du Pont-Neuf.

### A ponte modificada de 1852
Em 1852, após a ampliação do Quai de Conti, os dois arcos da margem esquerda se tornaram um único arco.
A ponte esteve sujeita a um direito de pedágio. Assim, no romance La Rabouilleuse de Honoré de Balzac, Philippe Bridau "estava encerando suas botas na Pont-Neuf para os dois sous que ele teria dado pelo Pont des Arts para chegar ao Palácio Real".

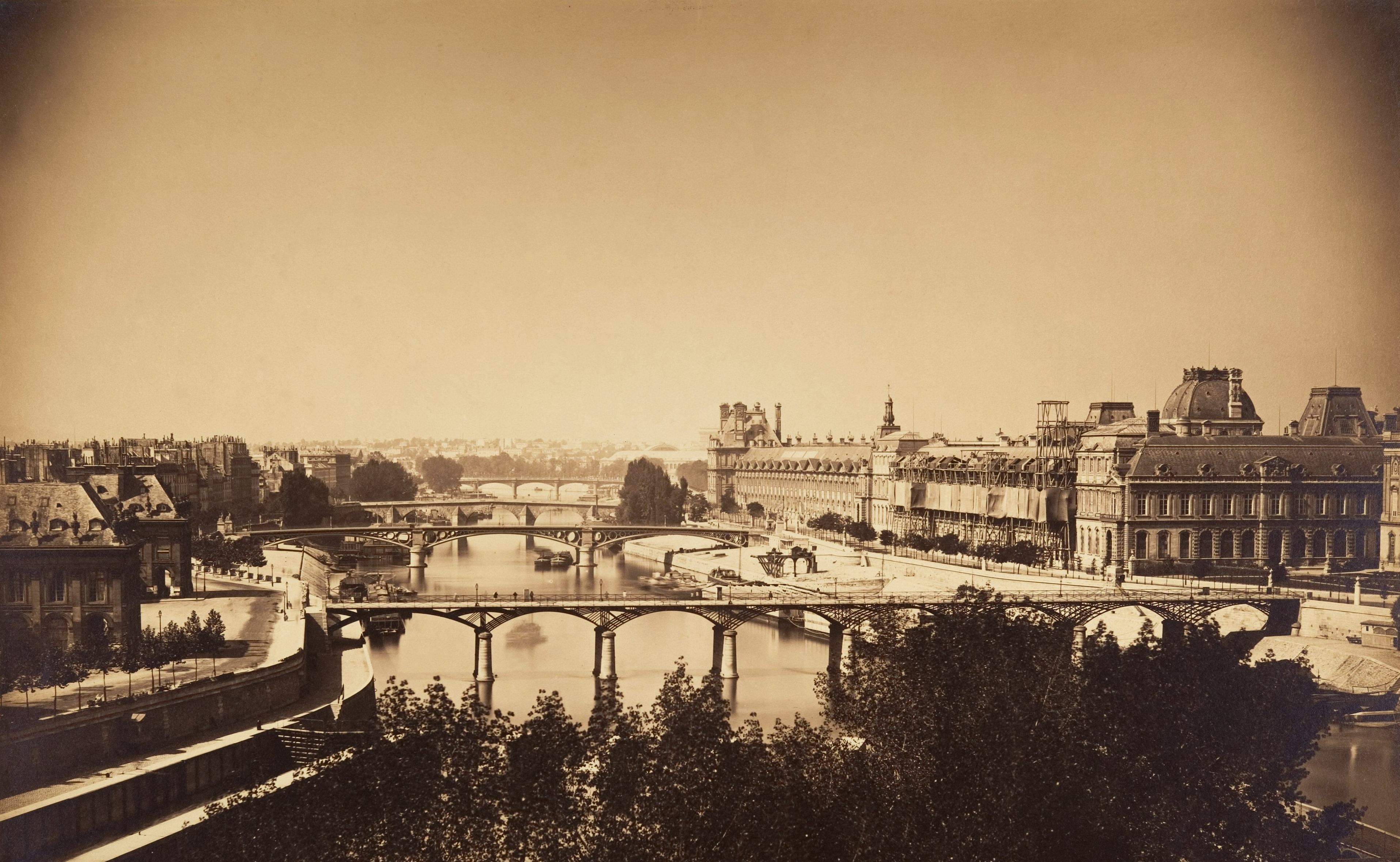
Em 1857, fotografada por Gustave Le Gray.
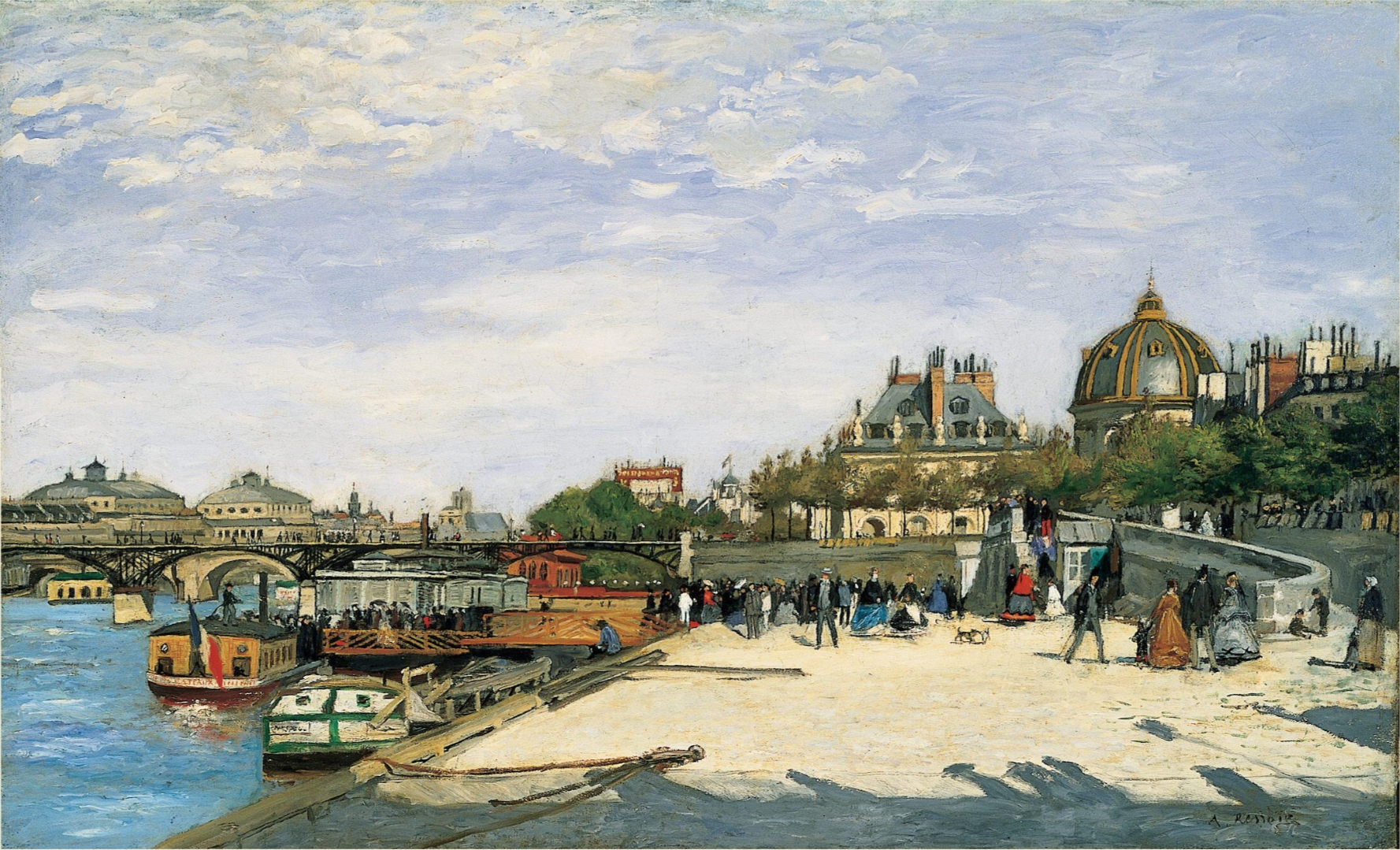
Entre 1867 e 1868, pintada por Auguste Renoir.
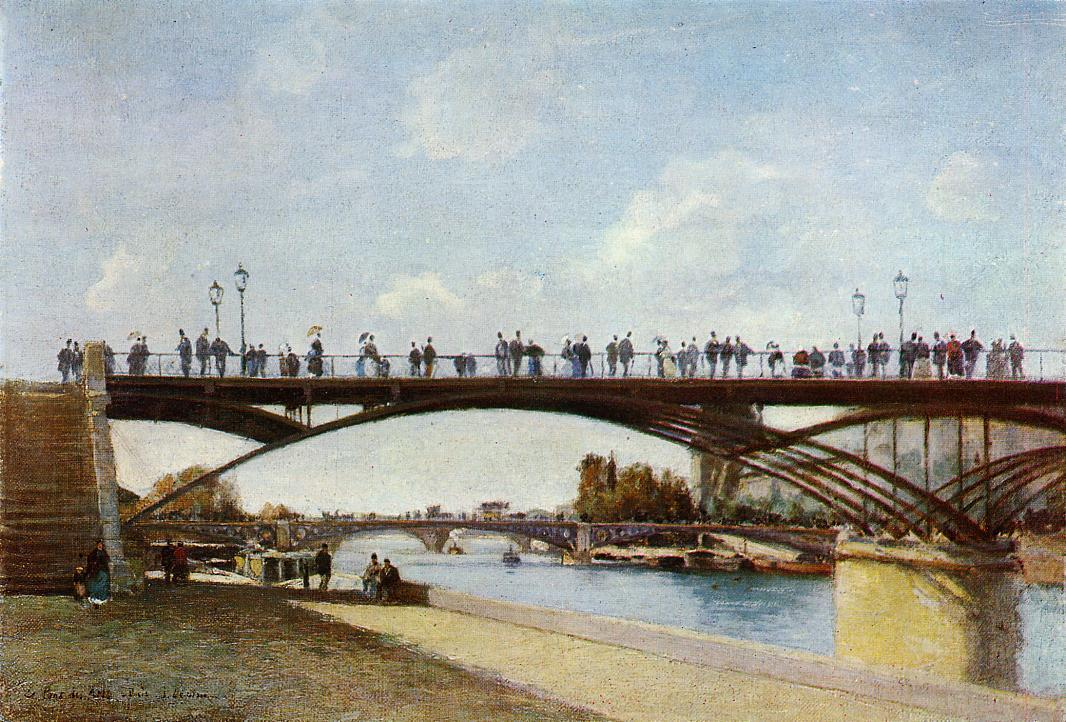
Em 1875, pintada por Stanislas Lépine.

Em 12 de abril de 1943, o corpo do General Mordacq foi encontrado abaixo do Pont des Arts. No dia seguinte, a rádio alemã anunciou seu suicídio, anunciada pelos outros jornais. No entanto, a autópsia e o relatório policial foram censurados.
Em 1976, o inspetor geral de Ponts et Chaussées relatou a fragilidade da obra, principalmente devido aos bombardeios da Primeira e da Segunda Guerras Mundiais e várias colisões de barcos em 1961 e 1970. 
A ponte foi fechada ao tráfego em 1977 e entrou em colapso efetivamente em 60 m em 1979 em um choque final com uma barcaça. A ponte foi desmantelada em 1980; cerca de metade da ponte (quatro arcos) foi recuperada pela cidade de Nogent-sur-Marne. Após dez anos de armazenamento, a ponte foi reerguida à margem do Marne, perto da marina, onde se pode percorrer hoje. Sua inauguração em 1992 foi presidida por Jacques Chirac.

### A ponte de 1984
A ponte atual foi reconstruída entre 1981 e 1984 "identicamente" de acordo com os planos de Louis Arretche, o que diminuiu o número de arcos (sete em vez de oito), o que permite seu alinhamento com os do Pont Neuf, enquanto retoma o aspecto da velha ponte. A ponte foi inaugurada por Jacques Chirac (então Prefeito de Paris) em 27 de junho de 1984.

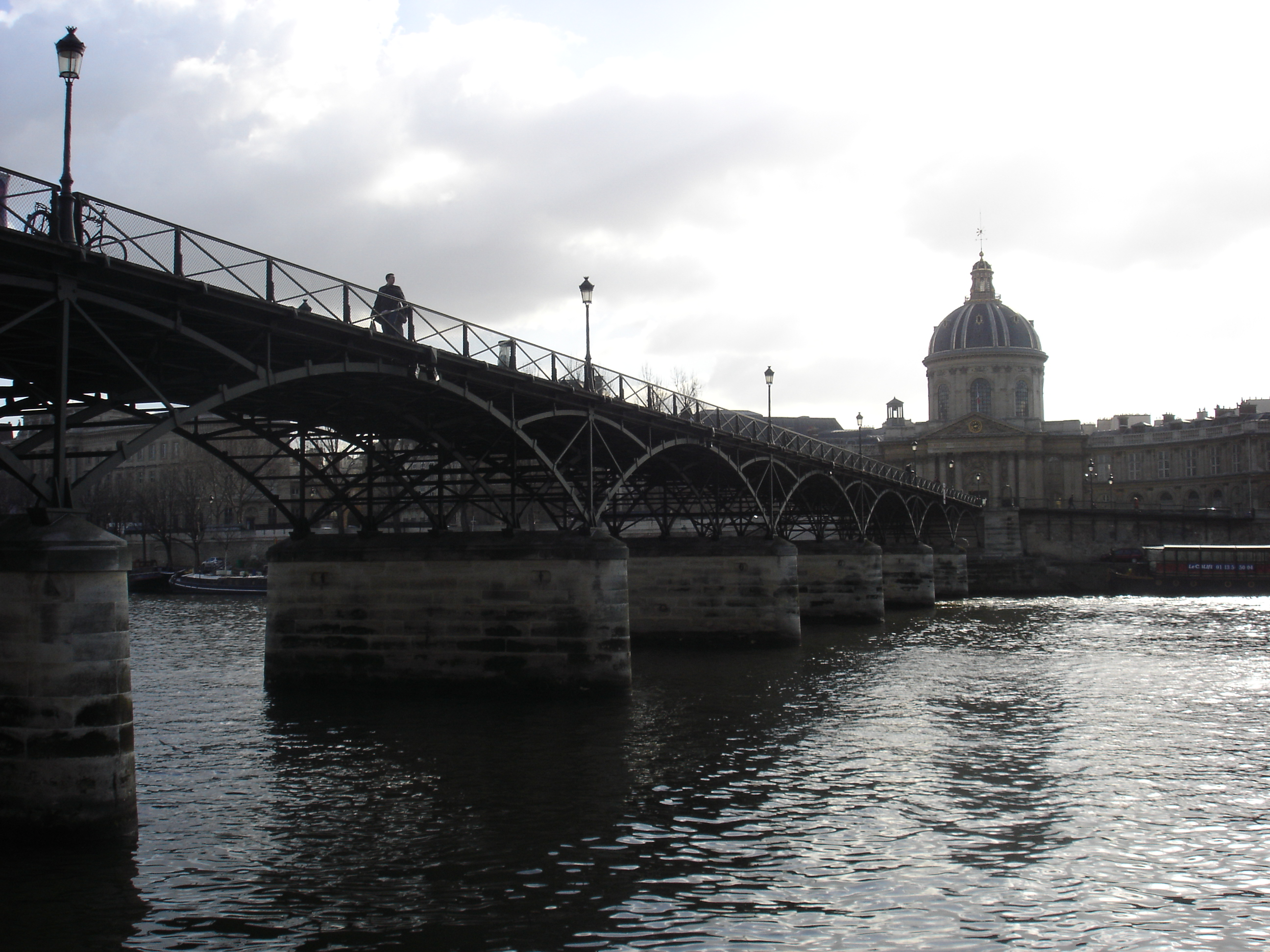
O Pont des Arts e o Institut de France.
Panorama sobre o Pont des Arts e o Institut de France, à noite.
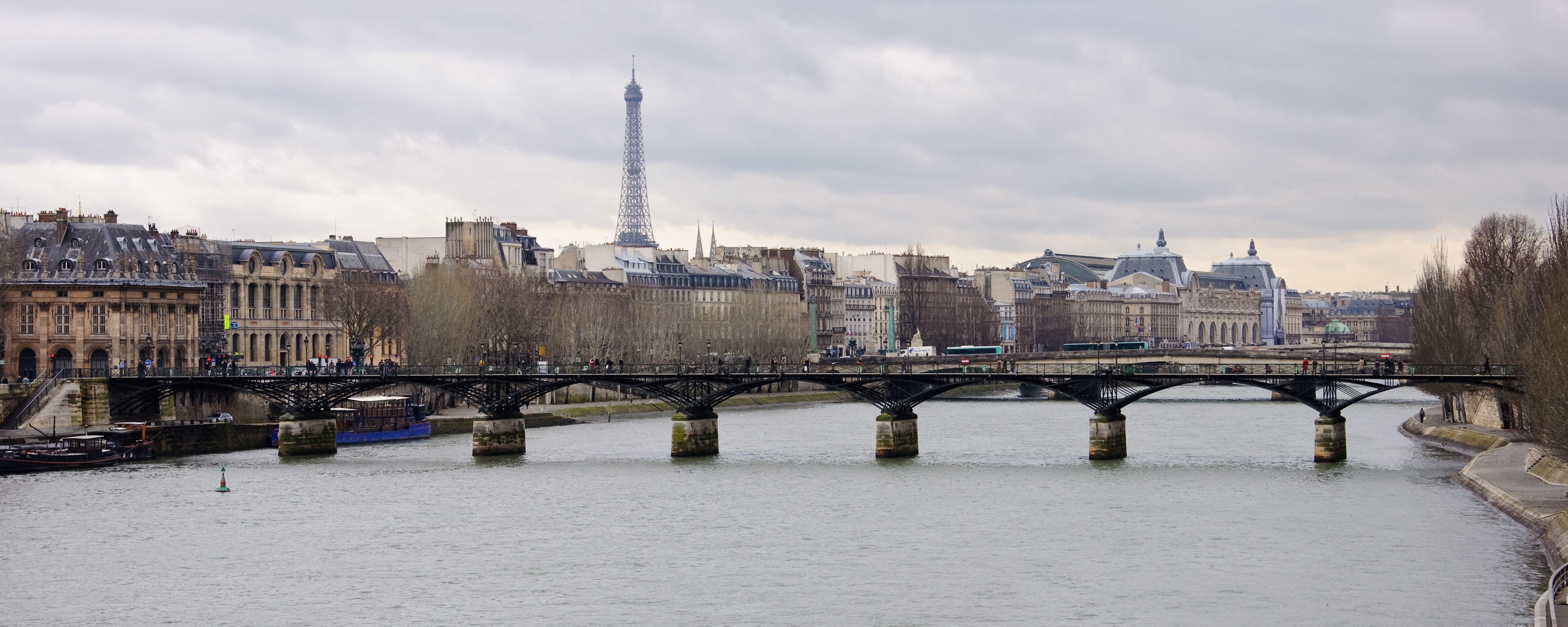
O Pont des Arts e seus sete arcos do Pont Neuf.

## Cadeados do amor
Cadeados do amor começaram a ser colocados por volta de 2008. Devido ao peso, em 2014, uma secção da balaustrada cedeu, não causando qualquer vítima.
Em maio de 2015 ultrapassavam um milhão com um peso estimado nas 50 toneladas, que cobriam as balaustradas, parte dos candeeiros e outras estruturas da ponte.
A partir de 1 de junho de 2015, a ponte esteve fechada ao público durante uma semana para serem retirados todos os cadeados.